# Afonso Gil Martins Bacelar
Afonso Gil Martins Bacelar foi um nobre do Reino de Portugal.

## Biografia
Foi por direito de herança detentor do senhorio de territórios em Valença do Minho, local onde foi senhor da Domus Fortis denominada Torre de Mira.

## Relações familiares
Foi filho de Martim Afonso Bacelar (c. 1320 -?) e de Sancha Vasques. Casou com Mécia Gil, filha de Álvaro Pires Cabelos, senhor que foi da Domus Fortis denominada Torre de Parada, de quem teve:
1. Catarina Rodrigues Bacelar casada com Garcia Gonçalves de Antas.
2. Vasco Gil Bacelar casado com Joana Nunes de Abreu, filha de Nuno Gonçalves de Abreu e de  Mécia (ou Branca) da Silva,